# Gert Nilsson (militär)
Gert Brynolf Manfred Nilsson, född den 7 augusti 1935 i Lunds stadsförsamling i Malmöhus län, är en svensk militär.

## Biografi
Nilsson avlade officersexamen vid Krigsskolan 1960 och utnämndes samma år till fänrik i armén, varefter han befordrades till kapten vid Södra skånska regementet 1968. Han befordrades till major 1972 och var detaljchef vid Arméstaben 1973–1975. Nilsson var avdelningschef i Västra militärområdet 1975–1978 och befordrades 1976 till överstelöjtnant. Åren 1978–1980 var han bataljonschef vid Norra skånska regementet och 1980–1984 sektionschef i Södra militärområdet. År 1984 befordrades Nilsson till överste och var 1984–1988 ställföreträdande befälhavare för Kristianstads försvarsområde och ställföreträdande chef för Norra skånska regementet, samt brigadchef för Kristianstadsbrigaden. Han befordrades 1988 till överste av första graden och var 1988–1995 chef för Södra skånska regementet tillika befälhavare för Malmö försvarsområde.